# Campo Ramón

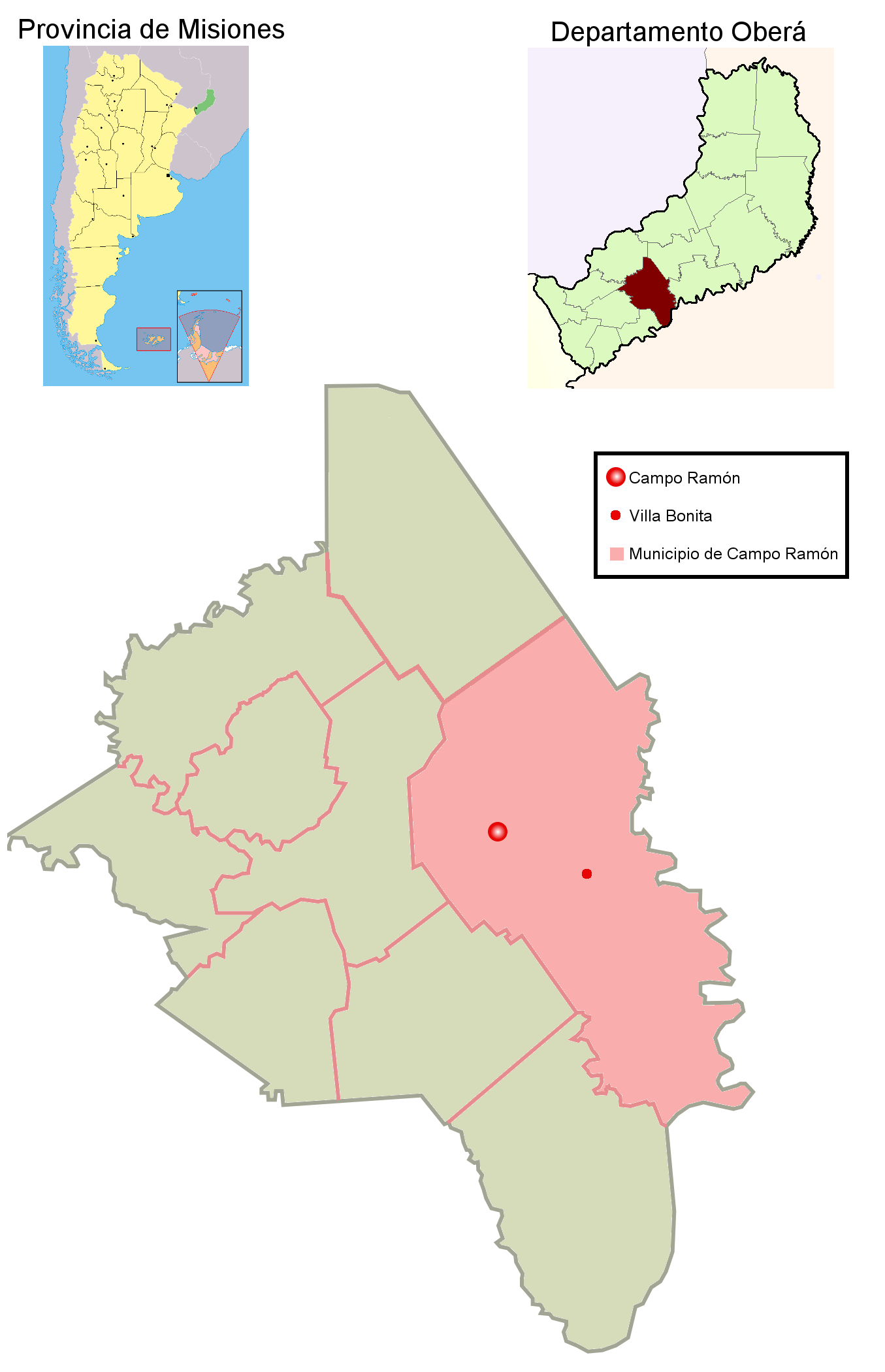
Área del municipio de Campo Ramón en el departamento Oberá; el punto mayor es la localidad de Campo Ramón, y el menor la localidad de Villa Bonita.

Campo Ramón es una localidad y municipio argentino de la provincia de Misiones, ubicado dentro del departamento Oberá. 
Se halla a una latitud de 27° 27' Sur y a una longitud de 55° 00' Oeste. Su único acceso lo constituye la ruta Provincial N.º 103 (asfaltada), que la comunica con las ciudades de Oberá y Alba Posse.
El municipio cuenta con una población de 12.100 habitantes, según el censo del año 2010 (INDEC). Dentro del municipio (el más grande del departamento de obera) también se encuentra el núcleo urbano de Villa Bonita y 21 colonias. Es el municipio más extenso del departamento Oberá, con alrededor de 42 500 ha, y posee alrededor de 13 000 km de caminos de tierra. 

Reseña sobre historia de Campo Ramón:
Campo Ramón es uno de los nueve municipios del Departamento Oberá: junto con su homónimo, también comprenden Los Helechos, Panambí, Campo Viera, Guaraní, San Martín, Colonia Alberdi y General Alvear. Es el de mayor extensión en superficies y se divide en seis sectores administrativos: el Sector 1: que comprende las Secciones IV y IX, los Sectores 2 y 5 que son la zona Urbanizada, el Sector 3: comprendido por la Sección X, el Sector 4: que alcanza las Secciones XI, XII (este último en los poblados de Villa Bonita, el Acaraguá, y parte de La ITA), por último el Sector 6: la zona costera del Río Uruguay, La ITA, Paraíso y Colonia Mandarina.
Localizado en el ángulo S.E del Departamento Oberá, su Comisión de Fomento fue creada el 30 de noviembre de 1945, el Municipio por Decreto 2330 del 15 de octubre de 1957 y sus límites definitivos actuales dados por Decreto 1602/1959. Estos quedaron definidos así:
Al Suroeste. Curso del Arroyo Ramón desde su barra en el Río Uruguay aguas arriba hasta interceptar la línea deslinde entre la Compañía Panambí y la Sección XII de la Colonia Yerbal Viejo; lados S.O. de los Lotes 116 al 128, lados S.E. y S.O. del Lote 137, parte del lado S. E. y lado S.O. de los Lotes 175 al 177, todos de la citada Sección XII de la Colonia Yerbal Viejo; lados S.E de los Lotes 263 y 264 y lados S.O. de los Lotes 264; 240; 239; 214; 213; 189; 188; 163; 162; 137 y 136, y parte del lado S.E. del Lote 112 y el lado S.E del Lote 111, todos de la Sección II de la Colonia Yerbal Viejo. Al Noroeste. Límite N.O. de la Sección II y parte del límite N.O.  de la Sección IV de la Colonia Yerbal Viejo coincidente con la antigua traza de la Ruta Nacional 14 hasta el costado N.O. del  Lote 75 de la Sección IV; y luego los lados N.O. de los Lotes 76 a 79 de la Sección IV; y lados N.O. de los Lotes 7; 30; 43: 66; 79; 102; 115; 138; 151; 174; 187; 210; 223; 246; 259 y 282 hasta el paraje Sierra de Oro en la Sección IX de la Colonia Yerbal Viejo. Al Noreste. Limita con parte del Departamento Cainguás, siguiendo el lado N.E. de los Lotes 182 a 271 de la Sección IX citada; y parte del límite N.O. de la Sección X y con el Departamento 25 de Mayo siguiendo el curso del Arroyo Acaraguá hasta su desembocadura en el Río Uruguay. Al Sureste. Tramo del Río Uruguay entre las Barras de los Arroyos Acaraguá y Ramón.
Campo Ramón presenta límites geográficos de forma fluvial con otros municipios. Éstos son los casos del Arroyo Ramón (lo separa de Panambí) y el Arroyo Acaraguá, que surcando como una especie de columna vertebral en casi toda la parte noreste del Municipio, sirve de demarcación con Alba Posse. Además el Acaraguá es un límite inter departamental entre Oberá y 25 de Mayo. Estos arroyos nacen en las Sierras Centrales, y comprenden dos de los más importantes afluentes del Río Uruguay.
Si nos remontamos en el tiempo, el Arroyo Acaraguá ya aparece en mapas de la etapa de los jesuitas de los siglos XVII. Dos ejemplos de ello son los trabajos cartográficos del cura Luis Ernot, en el cual aparece la denominación “Acararana” en 1632; y “Misiones según el Padre Ignacio Hernard”  de 1647, donde la denomina como “Acarana”. Con base en documentación de la época, se puede decir que aquí existió un asentamiento jesuítico y sería el primer antecedente histórico para el actual Municipio de Campo Ramón. Precisamente durante el siglo XVII, en el año 1629 o 1630 se fundó por intermedio del Padre jesuita Pedro Romero la Reducción Jesuítica Nuestra Señora de la Asunción del Acaraguá.

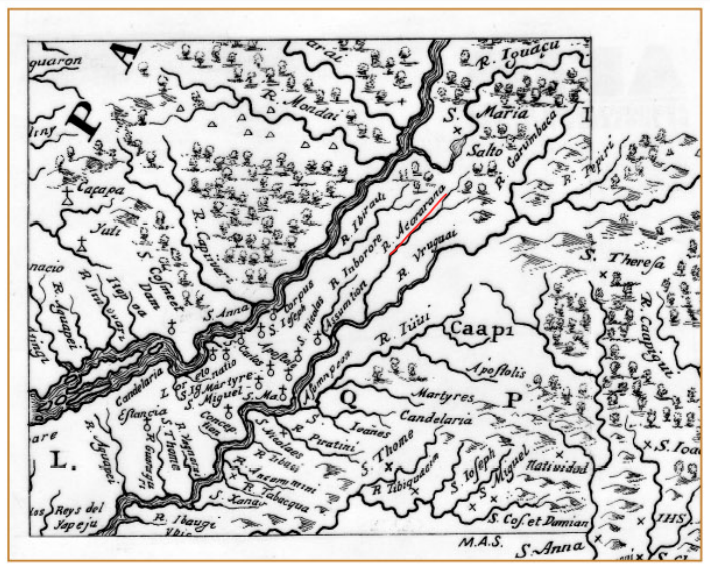
Aparece la denominación "Acararana" (marcado en rojo). También menciona "Assumtion" haciendo referencia a la Reducción de Asunción del Acaraguá. Lo ubica en costas del A° Mbororé, pero recién en 1641 se traslada a este lugar.

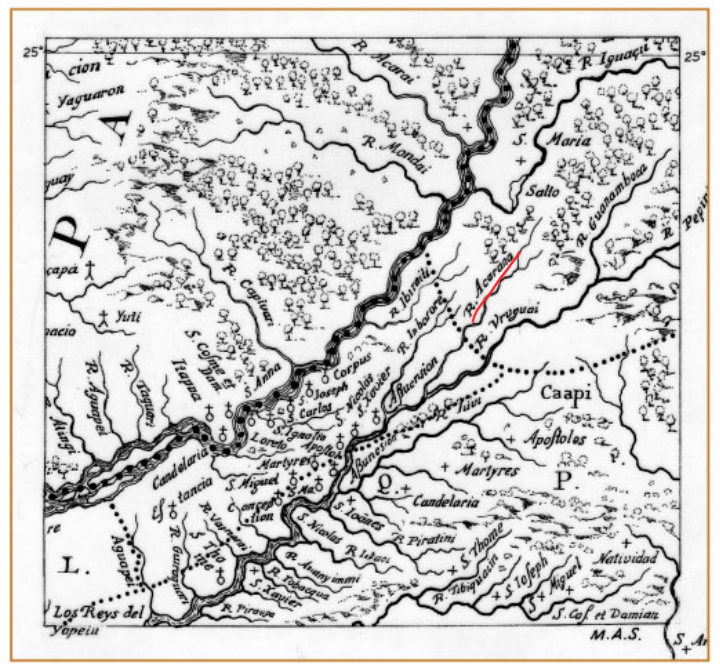
Aquí aparece la denominación "Acaraná" (marcado en rojo). También menciona "Asucnsion" en referencia a la Reducción. Por estos años ya no se ubicaba más en las costas del A° Acaraguá.

La reducción se ubicó en una pequeña vuelta del Acaraguá a pocos kilómetros de su desembocadura en el Río Uruguay, hoy en tierras de Campo Ramón (en la zona de Barra Bonita). De los primeros tiempos, lo que sabemos sobre la vida de las Reducciones se limitan al registro de algunos pocos hechos significativos. Estos surgen de los informes periódicos que los padres Provinciales remitían a sus superiores en Roma. Los datos casi siempre escuetos, permiten advertir algunos progresos edilicios, los problemas cotidianos, el paulatino desarrollo de la economía, el ritmo de las actividades religiosas, los conflictos limítrofes y el crecimiento de la población. Respecto a Asunción del Acaraguá existen pocos registros, y ninguno hace una descripción sobre cómo era la Reducción. Lo más probable es que fuera un pequeño caserío o pueblo con chozas, y una iglesia construida en madera. En cuanto a su ubicación exacta, en 1641 el Padre Claudio Ruyer  dice: “…La Reducción de la Asunción del Acaraguá, ubicada sobre la orilla derecha del Río Uruguay, en un loma cercana a la desembocadura del Arroyo Acaraguá…”. Si bien esta Reducción a orillas de éste arroyo no perduró en el tiempo, tuvo un protagonismo primordial e importante en la Batalla de Mbororé en 1641. Durante la década emplazada en dicho lugar (de 1630 a 1641), la Reducción fue dirigida por el Padre Cristóbal Altamirano. Al ser el asentamiento ubicado más al norte de la Región de las Misiones del Alto Uruguay, cumplió un papel fundamental estando en la frontera con las tribus no reducidas y resistentes, además de un puesto de defensa contra los portugueses y sus Bandeirantes.
El punto culmen de esta Reducción estando a orillas del Acaraguá, lo encontramos en el mencionado enfrentamiento. Se convirtierte en un centro de operaciones y en el cuartel general del ejército guaraní misionero, y su Cacique Ignacio Abiarú fue uno de los héroes de ésta proeza. Ante la amenaza, la población fue trasladada primero hacia el Arroyo Mbororé (también Once Vueltas) y luego de la batalla, se emplazó definitivamente en tierras actuales de la Provincia de Corrientes, fundando La Cruz. Un texto inédito de la época jesuítica, resume así los primeros traslados del pueblo: “En 1629 se fundó el pueblo de La Cruz  en el Acaraguá, Uruguay arriba, donde estuvo algunos años. Tiene por patrona a la virgen de la Asunción. Bajó después y se puso en el Mbororé y finalmente se juntó con Yapeyú. Se dividió y apartó de él y se puso en el puesto donde ahora está, en el año 1657”. Finalmente con la reorganización del mapa misionero luego de la expulsión de los bandeirantes, se conforman los definitivos y reconocidos 30 Pueblos Jesuíticos, y el asentamiento original a orillas del Acaraguá fue definitivamente abandonado.
Ya en el siglo XIX cuando se conforma el Territorio Nacional de Misiones (1881), comienza poco a poco el período de Colonización. Se inician estudios de agrimensuras y el Arroyo Acaraguá aparece mencionado en los informes de Juan Queirel en 1897. El Municipio de Campo Ramón aún estaba lejos de ser lo que es actualmente, pero ya se podían reconocer en este período, dos partes bastante diferenciadas: la zona de tierras fiscales (que será poblada paulatinamente con los inmigrantes que irán llegando a lo largo de la primera mitad del siglo XX, y comprende la zona centro) y una franja en la zona costera del Río Uruguay que era propiedad del estanciero Martín Errecaborde. Sobre esto último Queirel nos dice: “Arroyo Acaraguá: límite noreste de la Propiedad de los señores Errecaborde y Cía., siendo el límite opuesto el Arroyo Itacaruaré, poco importante”. También hace una descripción sobre éste arroyo en su estudio, describiéndolo de la siguiente forma: “Llamado por los brasileños Barra Bonita (…) El Acaraguá es sin dudas uno de los más hermosos arroyos de Misiones (…) los cerros arbolados de sus costas se nos presentan en forma de altísimos paredones que limitan nuestro horizonte (…) sus faldas aparecen surcadas por infinidad de venas de agua que todo el año corren y van a engrosar el raudal mayor”.
Respecto a Campo Ramón, las primeras descripciones que se hicieron de la zona aparecen recién a mediados del siglo XIX, cuando Misiones era parte de la provincia de Corrientes. Durante este período, muchos territorios de nuestro país, aún se encontraban inexplorados por el hombre blanco. A medida que la Argentina se iba conformando poco a poco en  la República tal como la conocemos actualmente, estos nuevos territorios serán explorados por iniciativas de los gobiernos provinciales o desde Buenos Aires. Por estos motivos el territorio misionero comenzó a ser estudiado por agrimensores, científicos o botánicos; entre ellos, los agrimensores Francisco Rave, el mencionado Juan Queirel y Francisco Fouilliand quienes hacen alusión al Arroyo Ramón en sus informes y escritos.

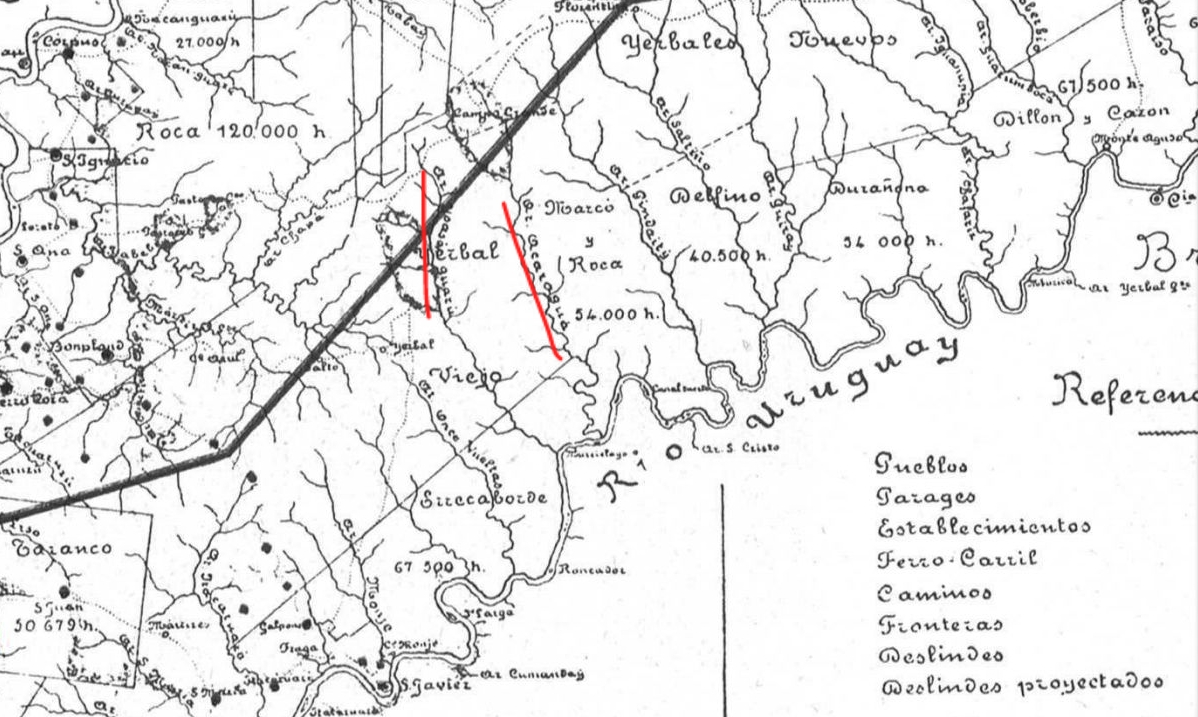
En color rojo remarcado los Arroyos Acaraguá y Yoasá Guasú (A° Ramón), además hay una línea demarcatoria cerca de la zona costera del Río Uruguay, que deslinda la propiedad de Martín Errecaborde con las tierras fiscales de la Colonia Yerbal Viejo.

 Si nos centramos en el caso del Arroyo Ramón, la primera designación aparece en 1859 por parte de Francisco Rave. En sus informes acota: “…nos indujo a recomendar al gobernador de Corrientes Dr. Don José Rolón, el establecimiento de una colonia sobre los márgenes del Uruguay, señalando para el efecto un paraje situado entre el Río Once Vueltas y el Arroyo Ramón que limita los yerbales por la parte Sud”. Pero no es la única designación que tuvo a lo largo del tiempo. En  mapas sobre el Territorio Nacional de Misiones, puede encontrarse bajo la mención de Yoasá Guazú o incluso aparece mencionado en algunas crónicas como Matto Queimado. Juan Queirel en 1893 utiliza esta última designación al referirse al arroyo: “…a los 25 mts de Sur entro en el Arroyo que actualmente los brasileños y pobladores de estos contornos lo llaman Matto Queimado, pero llamado ya en 1759 Yoaso Guazú y tuvo un ancho de 40 mts.”. Al final, el agrimensor Francisco Fouilliand en su proyecto de subdivisión de Yerbal Viejo de 1916, lo vuelve a señalar definitivamente como Arroyo Ramón. Al comenzar la colonización de Yerbal Viejo se tomó el nombre de este arroyo para la zona, la cual se antepuso la acepción “campo”, que bien podría ser un campo natural en la zona o producto de algún incendio. 

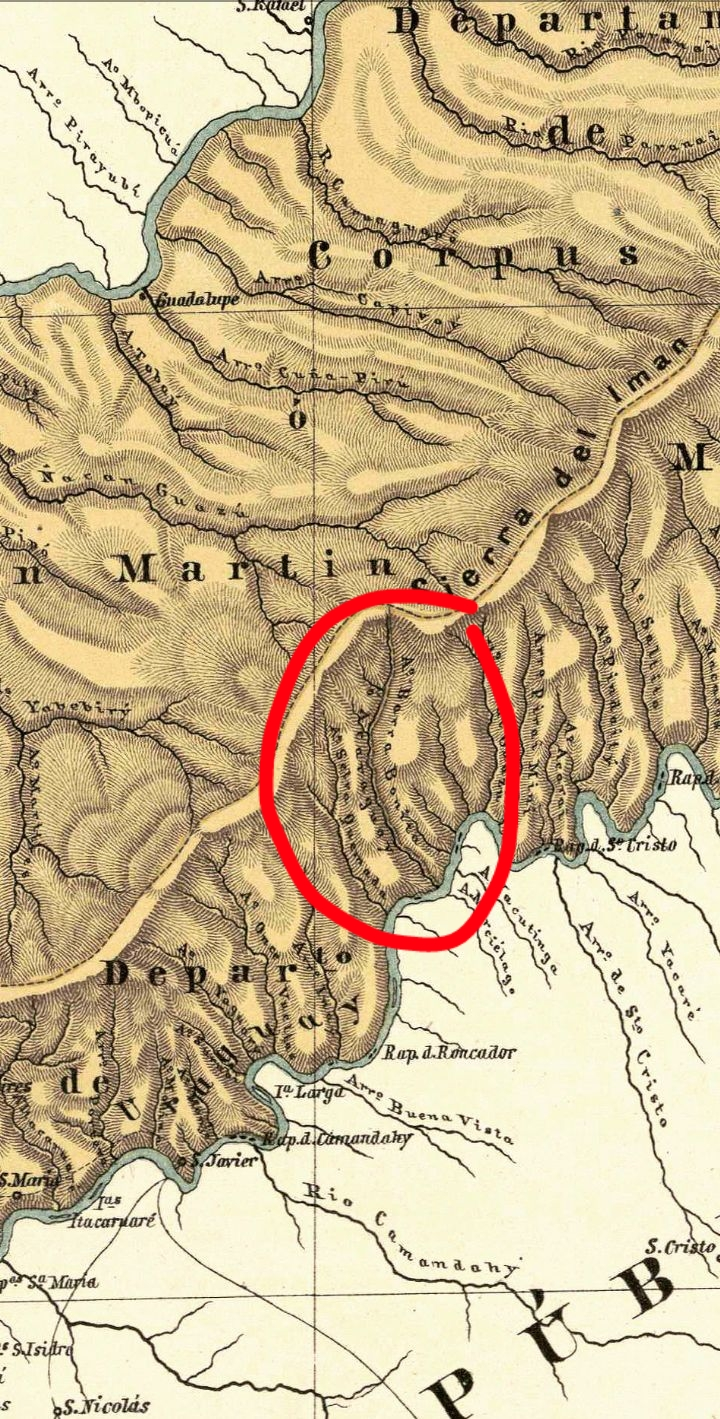
En rojo vemos al A° Ramón con la descripción "A° Selva Quemada". Además hay una doble descripción: "A° Acaraguay y A° Barra Bonita" para el A° Acaraguá. Este último es un límite entre los antiguos Departamentos de San Javier y Monteagudo.

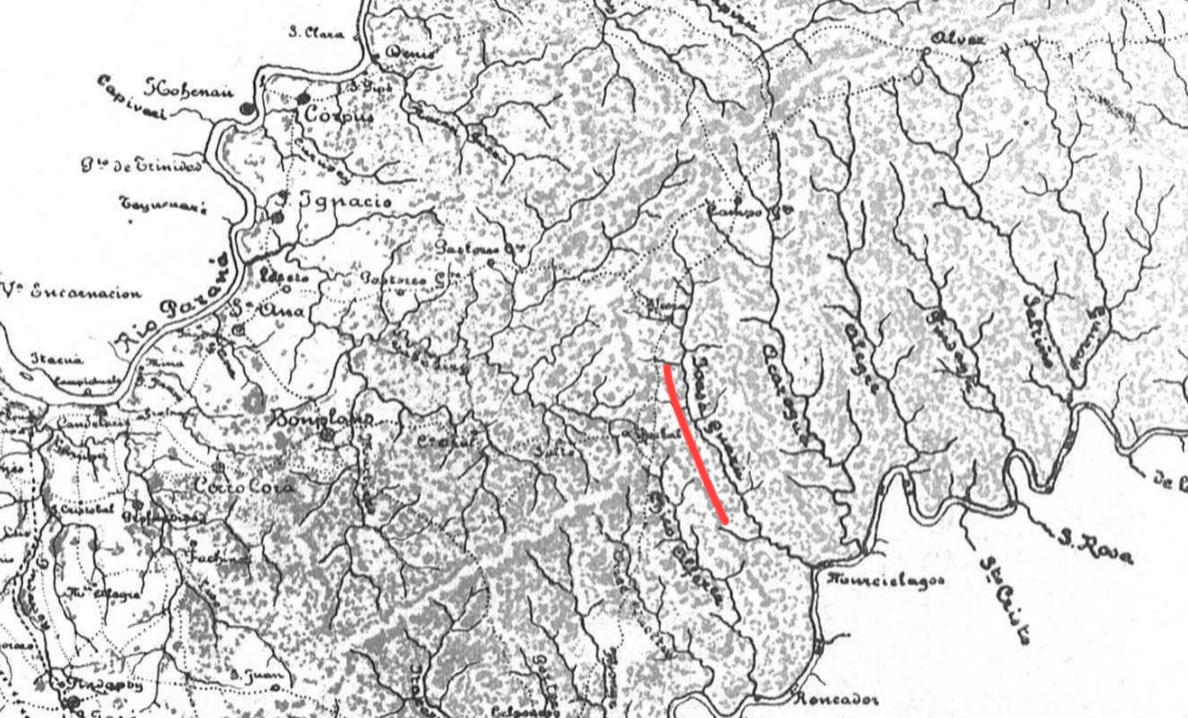
En rojo aparece remarcado “Yoasá Guasú” y hace referencia al Arroyo Ramón

Durante la primera parte del siglo XX (más precisamente durante los años ´20 y ´30) este espacio en la excolonia Yerbal Viejo será poblado paulatinamente por brasileños y paraguayos, pero un gran porcentaje de estas personas serán de diversos confines de la vieja Europa: ya sea italianos, alemanes, españoles, ucranianos, portugueses, suizos, polacos, rusos, suecos, finlandeses, franceses. Llegaron en el período entre guerras (1919-1939) y en gran medida sus viajes estaban relacionados con la crisis post Primera Guerra Mundial o, escapando del nuevo conflicto que instruían, se generaría nuevamente en Europa.
A Misiones llegaron por dos vías principales: desde el Brasil, o por el puerto de Buenos Aires. Pero antes de asentarse en Campo Ramón, la gran mayoría -ya sea criollos o inmigrantes- vivieron en otros lugares como Brasil, Paraguay, Corrientes, Chaco, Córdoba, Buenos Aires, Posadas, Santa Ana, Cerro Corá, Caá Yarí, Bella Vista, San Javier, Bompland, Oberá, entre otros. Un punto de entrada directo a la zona de los que llegaron por vía Brasil fue Picada Internacional en la Ita, de ahí el nombre de la zona. Muchos de los pobladores locales llegan desde esos lugares, antes de finalizar su viaje e instalarse definitivamente en Campo Ramón. 
La figura del inmigrante en la historia local es imprescindible, ya que en conjunto con la población criolla ya asentada, se forjarán los cimientos de la Primera Comisión de Fomento y la posterior organización política/económica/social de lo que hoy conocemos como Campo Ramón. Debido a este proceso de poblamiento, por Decreto Nacional Nº 31.389 se conforma la Primera Comisión de Fomento el 30 de noviembre de 1945, denominándose “Mariano Moreno”. Esta Comisión estuvo integrada por Sigfrido Branchini (presidente); Serafín Rodríguez (vicepresidente); Edmundo Sánchez Negrette (secretario); Demetrio Rodríguez (tesorero) y Eulalio González (vocal).
La denominación de Mariano Moreno tuvo poco tiempo de vigencia, ya que en 1947 por Decreto Nacional Nº 38.252 se oficializa definitivamente el nombre de Campo Ramón para la zona. Con el paso de los años, poco a poco se irán poblando las secciones que hoy conforman el Municipio.

Historia popular sobre Ramón
Por otro lado existen muchos relatos propios de la tradición oral, que hasta el día de hoy, se trasmiten con frecuencia  y con seguridad, a pesar de sus variantes; sobre el supuesto origen del pueblo en relación  a una persona de nombre Ramón, propietario de un secadero de yerba mate y tierras en la zona. La historia narra que el señor Ramón explotaba clandestinamente yerba mate natural en los montes de la zona a comienzos de los años 1930, la cual adulteraba mezclándola con otras hierbas locales. Cuando las autoridades llegaron al lugar decidieron quemar el secadero para destruir la evidencia; el fuego se extendió, creando un gran descampado, que los futuros pobladores dieron en llamar los Campos de Ramón.

Ejecutivo Local desde 1945:
- 1945-1947. Sigfrido Branchini (Pte. De Comisión de Fomento)
- 1947-1952. Juan Munaretto (Pte. Comisión de Fomento) 2 períodos
- 1952-1955. Julio Báez (Pte. Comisión de Fomento)
- 22/09/1955. Eudoro Aguirre (Interventor)
- 29/09/1955. Víctor Azcárate (Interventor)
- 1956-1957. Francisco Urrutia (Comisionado)
- Marzo/1957. Víctor Azcárate (Comisionado)
- Nov/1957. Enrique Urrutia (Comisionado Municipal)
- 1958-1960. Víctor Azcárate (Comisionado Municipal)
- Feb/1960. Constantino Androzczuk (Comisionado Municipal)
- 1960-1961. Mario Krieger (Interventor Municipal)
- 1961-1962. Enrique Urrutia (Intendente)
- 1962-1963. Giovanni De Lorenzi (Comisionado Municipal)
- 1963-1967. Mariano Semañuk (Intendente)
- 1967-1973. Armindo Rodríguez de Olivera (Intendente)
- 1973-1975. Héctor Horacio Dalmau (Intendente)
- 1975-1976. Alfredo Sapper (Intendente)
- 1976-1983. Otto Kelm (Intendente)
- 1983-1987. Néstor Correa (Intendente)
- 1987-1991. Benjamín Arruda (Intendente)
- 1991-1999. Rodolfo Dalmau (Intendente) 2 períodos
- 1999-2007. Adolfo Pischik (Intendente) 2 períodos
- 2007-2015. Ana Aguirre (Intendente) 2 períodos
- 2015-2019. José Luis Márquez Da Silva (Intendente)

El municipio cuenta con 25 establecimientos escolares, entre primarios y secundarios, de los cuales cuatro son escuelas satélite.
Cuenta también con dos puesto de salud, en Campo Ramón y Villa Bonita y cinco salas de primeros auxilios.

## Atractivos turísticos

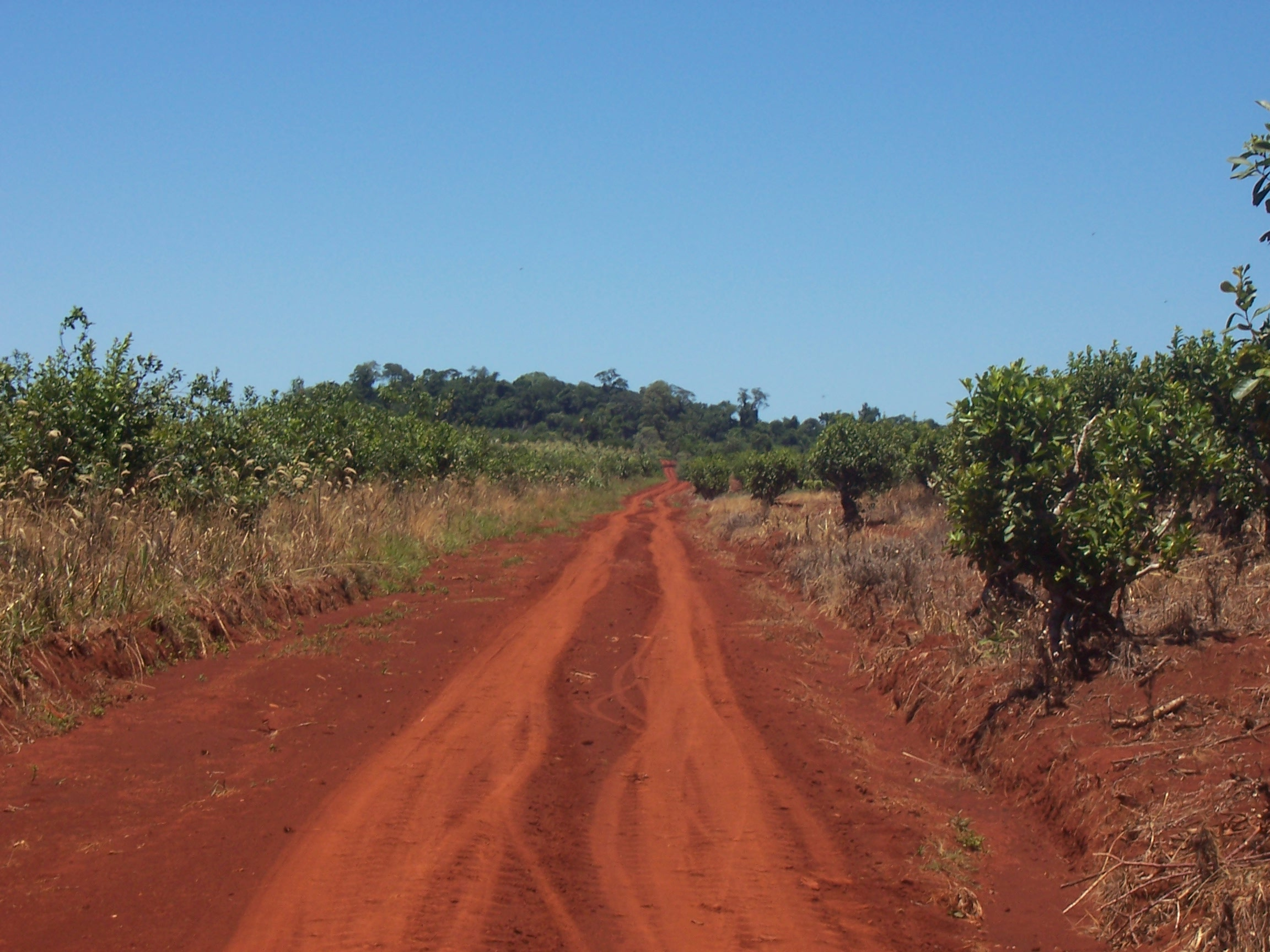
Camino de tierra colorada en la parte rural del municipio.

Cuenta con bellos balnearios sobre arroyos ubicados muy cerca de la ruta provincial 103, entre los cuales se pueden contar el Salto Teodoro Cuenca, el Salto Tigre, el balneario municipal "El Bonito", el Salto Escondido, el balneario Brisas del Salto, La Cascada, el Viejo Puente y Azcona. 
La grapia milenaria (Apuleia leiocarpa) único ejemplar de aproximadamente 60 m de altura y 3 m de diámetro, que se conserva a 3 km de la Ruta Provincial 103.
Anualmente, en el mes de febrero y desde 1994, se celebra en Campo Ramón la Fiesta de la Ecología, con espectáculos musicales. Los organizadores son los jóvenes del cuerpo de "cascos verdes", custodios del sistema ecológico y la seguridad forestal del municipio. Originalmente esta fiesta se realizaba en el Balneario Municipal El Bonito, actualmente se realiza en la plaza de la localidad de Villa Bonita.
El asfalto de esta ruta entre Oberá y Alba Posse en la frontera con Brasil promete dar impulso a esta zona, más aún si se concreta el proyectado puente sobre el río Uruguay entre Alba Posse y Porto Mauá.

## Personalidades notables

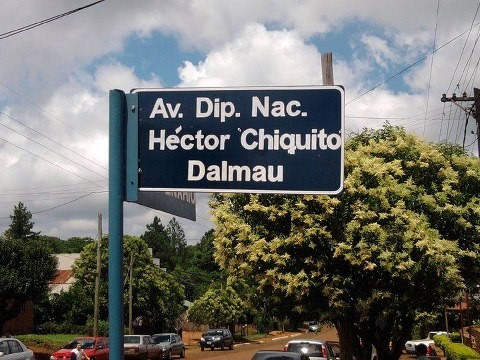
Avenida Diputado Nacional Héctor Chiquito Dalmau en pleno centro de Campo Ramón, Misiones, como homenaje en vida.

- Héctor Horacio Dalmau, maestro y político, ex intendente de Campo Ramón. En 1983 fue elegido Diputado Nacional por el justicialismo y reelecto en 1987 en el mismo cargo, hasta 1991. Cumplió funciones en organismos internacionales como la ONU, la Unesco y la Cepal, siempre vinculados a la temática ambiental. En los '60 fue maestro rural, en medio del monte misionero, en Campo Ramón.